# Narciso Doval
Narciso Doval (Buenos Aires, 4 januari 1944 - aldaar, 12 oktober 1991) was een Argentijnse voetballer.

## Biografie
Doval was een technisch begenadigd speler die vaak scoorde en veel kansen creëerde voor zijn medespelers waardoor hij al snel een idool werd voor elke club waar hij speelde. Hij begon zijn carrière bij San Lorenz0o in 1962 in een wedstrijd tegen River Plate. Hij speelde er aan de zijde van clubicoon José Sanfilippo. Van 1969 tot 1975 speelde hij voor het Braziliaanse Flamengo, behalve in 1971 toen hij uitgeleend werd aan Huracán. Hij won in 1972 en 1974 het Campeonato Carioca met Flamengo en na de overstap naar aartsrivaal Fluminense in 1976 won hij daar ook de staatstitel mee. In 1972 en 1976 was hij topschutter van die competitie. Nadat hij nog een jaar speelde bij zijn eerste club San Lorenzo beëindigde hij in 1980 zijn carrière in de Amerikaanse competitie. 
In 1991 won Flamengo tegen Estudiantes in de Supercopa Sudamericana 1991 en plaatste zich zo voor de volgende ronde. De toen 47-jarige Doval ging met de spelers van Flamengo vieren in een nachtclub in Buenos Aires. Tijdens het feesten kreeg hij een hartaanval en overleed hij. 